# Presa Canario

Presa canario (Perro de Presa Canario) gọi tắt là presa hay canario là giống chó lớn mới đầu được nuôi để chăn thả súc vật. Tên của giống chó này xuất phát từ tiếng Tây Ban Nha, có nghĩa là "Chó Canarian", và thường được rút gọn thành "Presa Canario" hoặc đơn giản chỉ là "Presa". Giống đôi khi còn được gọi là Dogo Canario, có nghĩa là "Canoss Molosser". Đây là ''biểu tượng'' của hòn đảo Gran Canaria. tổ tiên của presa canario là giống chó hoang sinh sống trên đảo canary thuộc bắc phi. vào khoảng thế kỷ 16-17 được người tây ban nha phát hiện và đưa về thuần dưỡng, lai tạo, và bắt đầu phát triển mạnh tại Tây Ban Nha, sau đó lan đi khắp thế giới.

## Xuất hiện
Lần đầu tiên giống chó này được giới thiệu với thế giới bên ngoài của Tây Ban Nha quần đảo Canary bởi các nhà nhân chủng học Mỹ, Tiến sĩ Carl Semencic trong một bài báo cho Dog World Magazine và trong cuốn sách của ông về vấn đề hiếm hoi của giống chó presa trên thế giới lúc này, Presa Canario hay "Canary Dog" là loài con chó có thân hình thân hình cơ bắp, da cổ rất dày, khuôn mặt hình vuông. Đầu có hình vuông,to,cứng. một con chó có một cái đầu không to quá và không nhỏ quá và biểu hiện tốt là một phần của tiêu chuẩn tốt của giống này và được thể hiện trong các mẫu giống tốt nhất. Tai thường được cắt xén ngắn để tạo ra một 1 vẻ bề ngoài hung dữ hơn và để giúp nó tránh gây chảy máu khi đánh nhau với những con sói để bảo vệ đàn gia súc.  Ở những quốc gia mà cấm cắt tai chó gần với đầu, họ sẽ hối lộ để được cắt tai cho con chó của họ.
presa canario là kết quả của giao phối giữa majorero, một con chó bản địa với các hòn đảo này, và chó molossoids khi nó được được giới thiệu đến Quần đảo Canaria. Có những tài liệu tham khảo cho rằng loại chó này đã có từ những năm 1500.

## Tính cách
nếu được nhân cách hóa giống chó này ta có thể ví Presa Canario là một gã giang hồ, với bề ngoài bặm trợn, hầm hố, đôi mắt ranh mãnh, hắn chẳng bao giờ chú tâm vào việc chơi một môn thể thao nào, nhưng nếu phải đánh đấm, thì hắn là số 1.
Canario tính tình rất hiếu chiến và nó không phải là loại sống chung với loài chó khác. Loài chó này rất trung thành với chủ nhân, tuy nhiên người chủ phải nuôi dưỡng nó từ nhỏ. Người ta nuôi và thuần dưỡng loài chó này để bảo vệ hàng hóa, tuy nhiên sau đó chúng được sử dụng để mua vui cho con người trong những cuộc đấu đẫm máu, hay còn gọi là chọi chó. nếu so với chó ngao ý cane corso italino thì cane được thuần dưỡng sớm hơn nhiều so với Presa, vì vậy tính cách của Cane được đánh giá là thuần và dễ huấn luyện hơn presa. Với nguồn gốc gần với chó hoang dã của mình, Presa luôn mang trong mình tính cách mạnh mẽ, gan lỳ, khôn ngoan. Với người chưa có kinh nghiệm huấn luyện, thì đây là một giống chó khó bảo. Tuy nhiên với đối với chủ Presa rất trung thành và tình cảm.Thoạt nhìn Presa canario có thể nói là vừa xấu, vừa bẩn, mặt lại vừa gian, nhưng với những ai đã từng một lần tiếp xúc với chúng, thì Presa canario có một vẻ hấp dẫn đến khó tả.Presa đòi hỏi phải có sự đào tạo đầu tiên và xã hội hóa.Trong một số trường hợp, Presa có thể gây hấn với những con chó khác và nghi ngờ người lạ.Loài presa canario cần một người chủ có kinh nghiệm mà kiểm soát được nó. Nó có thể hung hãn đối với người và chó lạ nếu nó không được tiếp xúc với xã hội hoặc nếu nó cảm nhận thấy người chủ trên không có kinh nghiệm kiểm soát được nó.

## Màu lông

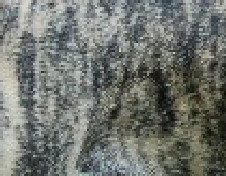
Vện verdino

## Sức khỏe

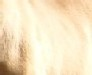
nâu vàng